# Průmyslová zóna
Průmyslová zóna je definována jako soubor objektů, které jsou vhodné pro průmyslovou výrobu s hygienicky nezávadným charakterem a dostatečným podílem zeleně mezi jednotlivými objekty, ve kterých existuje funkční dopravní činnost.
Jde tedy o komplex průmyslu a služeb, jejichž funkce nabývají odborný charakter. Jednotlivé firmy tohoto komplexu využívají vzájemných kontaktů a vzájemné pomoci mezi podniky. Vybudování areálu průmyslových komplexu má pozitivní charakter z důvodu zlepšení ekonomiky, vzhledem k tomu, že dochází k vytvoření nových pracovních míst, což má přínos především v oblastech s vysokou mírou nezaměstnanosti.
Většinou vznikají na opuštěných plochách, které zarůstají a nejsou nijak využity (tzv. brownfield). Pro postup k prohlášení území za průmyslovou zónu je v Česku nutno spolupracovat s Ministerstvem průmyslu a obchodu, agenturou CzechInvest a také s zástupci dané samosprávy. Největší průmyslovou zónou v České republice je Kolín-Ovčáry s celkovou výměrou 370 ha, další je Plzeň-Líně s plochou o 343 ha.[zdroj?] Ovšem lze najít i průmyslové zóny, jejichž plocha se pohybuje v řádů jednotek hektarů.

## Seznam průmyslových zón

### Česko
- Bavoryně
- Černovická terasa v Brně
- Holešov
- Joseph (část obce Havraň)
- Kolín-Ovčáry
- Krupka
- Ostrava-Mošnov
- Semtín
- Triangle v okrese Louny

### Izrael
- Atarot
- Bar Lev
- Ciporit
- Cva'im
- Har Chocvim
- Karmi'el-východ
- Kirjat Atidim
- Matam
- Misgav
- Tefen